# You Must Be Certain of the Devil
You Must Be Certain of the Devil – wydany w 1988 roku przez Mute Records piąty album studyjny amerykańskiej artystki awangardowej  Diamandy Galás, a jednocześnie trzecia odsłona stworzonej przez nią trylogii Masque of the Red Death.
Album ukazał się na płycie gramofonowej i kompaktowej. Stanowił trzecią odsłonę wspomnianej trylogii, która traktuje o AIDS, a jej miano nawiązuje do tytułu napisanej przez Edgara Allana Poego noweli Maska śmierci szkarłatnej. W grudniu 1988 roku płytę wypuszczono wraz z ogłoszonymi w 1986 roku dwiema poprzednimi częściami cyklu, The Divine Punishment i Saint of the Pit, na zbiorczym wydawnictwie Masque of the Red Death, złożonym z dwóch CD (na jednym znalazły się oba poprzednie albumy, na drugim - You Must Be Certain of the Devil).

## Lista utworów
Opracowano na podstawie materiału źródłowego.
Strona A:
| Nr | Tytuł utworu                   | Długość |
| -- | ------------------------------ | ------- |
| 1. | „Swing Low, Sweet Chariot”     | 2:44    |
| 2. | „Double-Barrel Prayer”         | 5:01    |
| 3. | „Let's Not Chat About Despair” | 5:00    |
| 4. | „Birds of Death”               | 5:15    |
|    |                                | 18:00   |

Strona B:
| Nr | Tytuł utworu                       | Długość |
| -- | ---------------------------------- | ------- |
| 1. | „You Must Be Certain of the Devil” | 4:55    |
| 2. | „Let My People Go”                 | 3:22    |
| 3. | „Malediction”                      | 4:17    |
| 4. | „The Lord is My Shepherd”          | 1:13    |
|    |                                    | 13:47   |

## Twórcy
Opracowano na podstawie materiału źródłowego.
Muzycy:
- Diamanda Galás – śpiew, fortepian, organy Hammonda, syntezatory, keyboardy

Dodatkowi muzycy:
- Kurt Schmidt – gitara (A1, A4)
- Charlie Terstappen – perkusja
- Peter Zimmerman – instrumenty perkusyjne (A4)

Produkcja:
- Diamanda Galás – produkcja muzyczna
- Gareth Jones – produkcja muzyczna
- John Dent – mastering
- Pete Schmidt – inżynieria dźwięku